# Sibuco
Sibuco es un municipio de la provincia en Zamboanga del Norte, Filipinas. De acuerdo con el censo del 2000, tiene una población de 24,411 en 4,374 hogares. 

## Barangays
Sibuco está políticamente subdividido en 28 barangays.
| - Anongán - Basak - Bongalao - Cabbunan - Cawit-cawit - Culagüán - Cusipan - Dinulan - Jatian - Kamarangan - Lakiki - Lambagoan - Limpapa - Lingayon | - Lintangan - Litawan - Lunday - Malayal - Mantivo - Nala (Pob.) - Panganuran - Pangian - Paniran - Pasilnahut - Población - Puliran - Santo Niño (Culabog) - Tangarak |